# Colima (stat)
 For alternative betydninger, se Colima. (Se også artikler, som begynder med Colima)
Colima er en delstat i det vestlige Mexico. Mod nord og øst deler den grænse med delstaten Jalisco, samt Michoacan mod syd. Mod vest ligger Stillehavet. Ud over hovedstaden Colima, ligger de større byer Manzanillo og Tecomán også i delstaten. Delstaten har et areal på 5.455 km² med et anslået indbyggertal i 2003 på 571.000. ISO 3166-2-koden er MX-COL.